# 圣妻

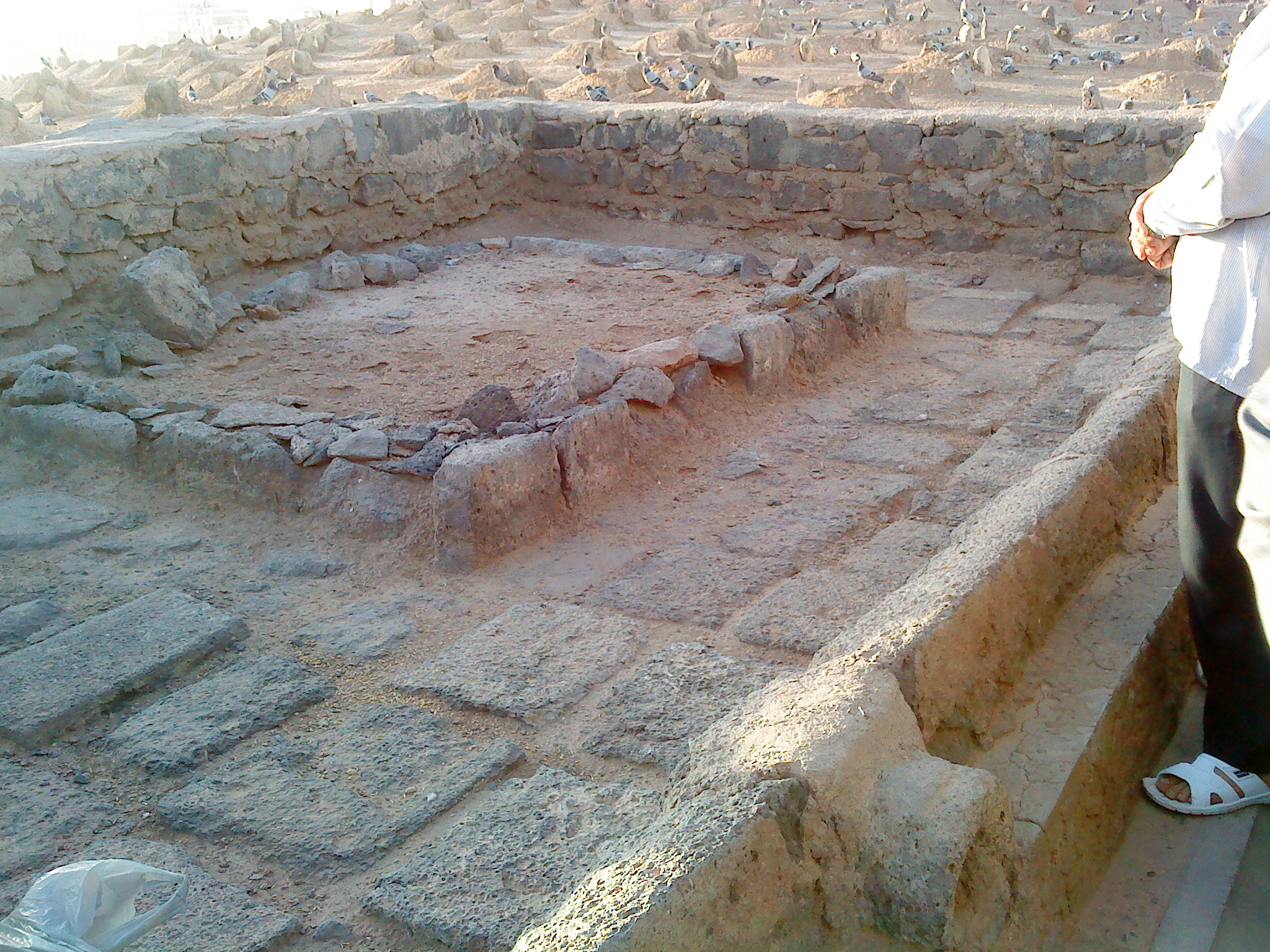
位于麦地那的圣妻墓地

圣妻在伊斯兰教中指先知穆罕默德的妻子。一般公认的圣妻有十一位，另有两位则存在争议。穆斯林尊称她们为“信士之母”（羅馬化：umm al-muʾminīn）。
穆罕默德在25岁时娶了第一位妻子、比自己大15岁的孀居妇人赫蒂彻。两人一直维持一夫一妻关系，直至赫蒂彻于619年去世。此后，穆罕默德连续娶了至少10位妻子。穆罕默德的三子四女中除了幼子伊卜拉欣为玛丽亚所生外，其余皆为发妻赫蒂彻所生。除女童阿伊莎之外，穆罕默德的其他妻子都是寡妇、离婚再嫁或俘虏。
关于穆罕默德在赫蒂彻死后一系列婚姻的原因有许多研究，主要说法包括保护其拥护者（萨哈巴）的寡妇、通过联姻增强穆斯林内部团结、帮助传播他的言行等。

## 圣妻
1. 赫蒂彻（羅馬化：Khadīja bint Khuwaylid）：前夫为富商。与穆罕默德于595年结婚，直至她619年去世。两人育有两子四女。不过有些穆斯林认为除幼女法蒂玛以外三个女儿的生父都是赫蒂彻的前夫。[9]法蒂玛嫁给穆罕默德堂弟、第四代哈里发阿里·本·阿比·塔利卜为妻。
2. 莎黛（羅馬化：Sawdah bint Zamʿah）：前夫塞克兰为伊斯兰教早期追随者之一。赫蒂彻去世后，她与穆罕默德于619年结婚。
3. 阿伊莎（羅馬化：ʿĀʾishah bint Abī Bakr）：第一代哈里发阿布·伯克尔之女。6岁时与穆罕默德订婚，9岁时完婚。
4. 哈夫莎（羅馬化：Ḥafṣah bint ʿUmar）：第二代哈里发欧麦尔·本·赫塔卜之女。前夫胡奈斯为穆罕默德追随者，624年去世。次年哈夫莎与穆罕默德结婚。
5. 宰娜卜（胡宰迈）（羅馬化：Zaynab bint Khuzaymah）：因乐善好施而有“贫民之母”（أم المساكين）之称。可能是穆罕默德另一位妻子买依姆娜的同母姐妹。[10]前夫欧拜岱是穆罕默德的亲戚与追随者，624年战死。次年她与穆罕默德结婚，数月后病逝。
6. 赛莱麦（羅馬化：Umm Salamah）：前夫艾布·赛莱麦是穆罕默德的追随者与奶兄弟，624年战死。次年她与穆罕默德结婚。
7. 宰娜卜（杰哈希）（羅馬化：Zaynab bint Jaḥsh）：穆罕默德的姑表妹。625年穆罕默德将其许配给自己的义子宰德。不过这段婚姻持续不到两年便以离婚告终。不久后宰娜卜再嫁给穆罕默德，打破了当时阿拉伯社会将义子等同于血亲、因而将娶义子前妻视为乱伦的传统看法。[11][12]
8. 朱韦丽娅（羅馬化：Juwayriyyah bint al-Ḥārith）：穆斯塔里克部落首领之女，627年穆罕默德征讨该部落时被俘，其前夫战死。628年嫁给穆罕默德。
9. 哈比白（羅馬化：Umm Ḥabībah Ramla bint Abī Sufyān）：麦加古莱什部落首领、倭马亚王朝始祖阿布·苏富扬之女。阿布·苏富扬曾是穆罕默德的反对者，628年与穆罕默德签订侯代比亚和约后皈依伊斯兰教，并将女儿哈比白嫁给穆罕默德。
10. 索菲亚（羅馬化：Ṣafīyyah bint Ḥuyayy）：父亲为犹太奈迪尔部落首领侯叶伊，母亲则来自犹太古莱扎部落。古莱扎、奈迪尔部落先后被穆罕默德击败后其父亲与前夫都被处决，索菲亚则成为俘虏。629年左右嫁给穆罕默德。
11. 买依姆娜（羅馬化：Maymūnah ibnat al-Ḥārith al-Hilālīyah）：穆罕默德叔父、阿拔斯王朝始祖阿拔斯·本·阿布德·穆塔利卜的妻妹。还可能是穆罕默德另一位妻子宰娜卜（胡宰迈）的同母姐妹。[10]买依姆娜原先是一位寡妇。629年与穆罕默德结婚，她也是穆罕默德的最后一位妻子。

除上述11位圣妻外，另有两位是否为圣妻则存有争议：
1. 利哈娜（羅馬化：Rayḥānah bint Zayd）：出生于犹太奈迪尔部落，后因婚姻而加入古莱扎部落，两个部落先后被穆罕默德击败。后被穆罕默德纳为妾，但也有一些穆斯林认为她是穆罕默德正式的妻子。[13][14][15][16]
2. 玛丽亚（羅馬化：Māriyya bint Shamʿūn）：埃及科普特人。628年埃及总督穆高格将她与她姐妹两人赠送给穆罕默德。穆罕默德纳她为妾，两人育有一子伊卜拉欣，两岁时夭折。穆斯林学者对穆罕默德是否曾正式娶她为妻看法不一。[13][14][16][17]

## 婚姻时间线
图中三条竖线按时间顺序分别表示穆罕默德首次接受启示（610年）、希吉拉（622年）、巴德尔之役（624年）。